# آشپزی آمریکایی (فیلم)
آشپزی آمریکایی (انگلیسی: American Cuisine) فیلمی در ژانر کمدی است که در سال ۱۹۹۸ منتشر شد. از بازیگران آن می‌توان به جیسون لی، ایرن ژاکوب و اسکیپ سودات اشاره کرد.